# Český Superpohár 2015
La Český Superpohár 2015 si è disputata il 18 luglio al Doosan Arena di Plzeň. La sfida ha visto contrapposte il Viktoria Plzeň campione di Repubblica Ceca in carica e lo Slovan Liberec detentore dell'ultima Coppa della Repubblica Ceca.
Il Viktoria ha conquistato il suo secondo titolo.

## Tabellino
| Arbitro: | Pavel Královec |

|                      |           |              |
| Hořava 26’ Kolář 32’ | Marcatori | 52’ Bartošák |